# Wahlen 2018
◄◄ | ◄ | 2014 | 2015 | 2016 | 2017 | Wahlen 2018 | 2019 | 2020 | 2021 | 2022 | ►

Weitere Ereignisse

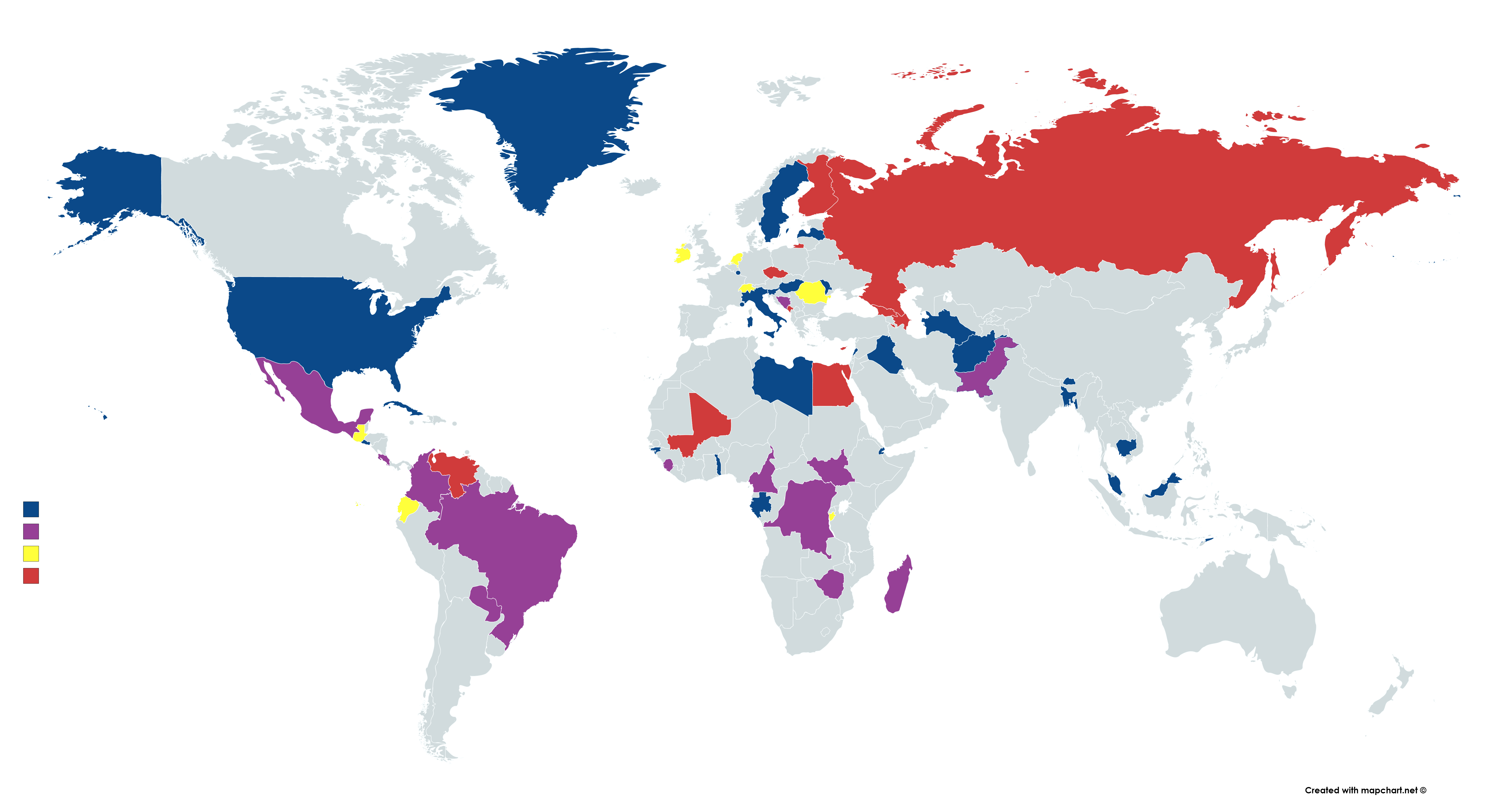
Nationale Wahlen 2018

Die unten aufgeführten Wahlen fanden im Jahr 2018 statt. Die Liste erhebt keinen Anspruch auf Vollständigkeit.
Ein Teil der aufgeführten Wahlen wurde nicht nach international anerkannten demokratischen Standards durchgeführt. Einige waren Scheinwahlen; es gab auch Wahlbetrug. Oft hatten nicht alle konkurrierenden Kandidaten oder Parteien gleichrangigen Zugang zu den Massenmedien des Landes. Die Pressefreiheit ist in vielen Ländern der Erde eingeschränkt (siehe auch Rangliste der Pressefreiheit).

## Termine
| Land                         | Datum             | Wahl 2018                                                                             | letzte Wahl                                 | Bemerkung                                                                              |
| ---------------------------- | ----------------- | ------------------------------------------------------------------------------------- | ------------------------------------------- | -------------------------------------------------------------------------------------- |
| Tschechien                   | 12.–13. Jan.      | Präsidentschaftswahl in Tschechien                                                    | 2013                                        | 12. und 13. Januar 2018                                                                |
| Trinidad und Tobago          | 19. Jan.          | Präsidentschaftswahl in Trinidad und Tobago                                           | 2013                                        |                                                                                        |
| Deutschland                  | 21. Jan.          | Oberbürgermeisterwahl in Lindau                                                       |                                             | [ 2 ]                                                                                  |
| Deutschland                  | 21. Jan.          | Oberbürgermeisterwahl in Winnenden                                                    |                                             | [ 3 ]                                                                                  |
| Tschechien                   | 26.–27. Jan.      | Stichwahl der Präsidentschaftswahl in Tschechien                                      | 2013                                        |                                                                                        |
| Finnland                     | 28. Jan.          | Präsidentschaftswahl in Finnland                                                      | 2012                                        |                                                                                        |
| Österreich                   | 28. Jan.          | Landtagswahl in Niederösterreich                                                      | 2013                                        |                                                                                        |
| Zypern                       | 28. Jan.          | Präsidentschaftswahl in der Republik Zypern                                           | 2013                                        | [ 4 ]                                                                                  |
| Costa Rica                   | 4. Feb.           | Parlamentswahl in Costa Rica                                                          | 2014                                        |                                                                                        |
| Costa Rica                   | 4. Feb.           | Präsidentschaftswahl in Costa Rica                                                    | 2014                                        |                                                                                        |
| Ecuador                      | 4. Feb.           | Verfassungsreferendum in Ecuador                                                      |                                             | [ 5 ] [ 6 ]                                                                            |
| Guinea                       | 4. Feb.           | Lokalwahlen in Guinea                                                                 |                                             | [ 7 ]                                                                                  |
| Zypern                       | 4. Feb.           | Stichwahl der Präsidentschaftswahl in der Republik Zypern                             | 2013                                        | [ 8 ]                                                                                  |
| Deutschland                  | 4. Feb.           | Oberbürgermeisterwahl in Böblingen                                                    |                                             | [ 9 ]                                                                                  |
| Nepal                        | 7. Feb.           | Wahl zur Nationalversammlung in Nepal                                                 |                                             | erste Wahl der nach der neuen Verfassung von 2015 neu geschaffenen Nationalversammlung |
| Bangladesch                  | 7. Feb.           | Präsidentschaftswahl in Bangladesch 2018                                              |                                             | [ 10 ]                                                                                 |
| Monaco                       | 11. Feb.          | Parlamentswahl in Monaco                                                              | 2013                                        |                                                                                        |
| Belarus                      | 18. Feb.          | Lokalwahlen in Weißrussland                                                           |                                             | [ 11 ]                                                                                 |
| Dschibuti                    | 23. Feb.          | Parlamentswahl in Dschibuti                                                           | 2013                                        |                                                                                        |
| Deutschland                  | 25. Feb.          | Oberbürgermeisterwahl in Frankfurt am Main                                            | 2012                                        |                                                                                        |
| Österreich                   | 25. Feb.          | Landtagswahl in Tirol                                                                 | 2013                                        |                                                                                        |
| Ungarn                       | 25. Feb.          | Bürgermeisterwahl in Hódmezővásárhely                                                 |                                             |                                                                                        |
| Sint Maarten                 | 26. Feb.          | Parlamentswahl in Sint Maarten                                                        |                                             |                                                                                        |
| Pakistan                     | 3. März           | Senatswahl in Pakistan                                                                | 2015                                        | [ 12 ]                                                                                 |
| El Salvador                  | 4. März           | Parlamentswahl in El Salvador                                                         | 2015                                        |                                                                                        |
| Italien                      | 4. März           | Parlamentswahl in Italien                                                             | 2013                                        |                                                                                        |
| Italien                      | 4. März           | Regionalwahl in der Lombardei                                                         | 2013                                        |                                                                                        |
| Italien                      | 4. März           | Regionalwahl in Latium                                                                | 2013                                        |                                                                                        |
| Österreich                   | 4. März           | Landtagswahl in Kärnten                                                               | 2013                                        |                                                                                        |
| Schweiz                      | 4. März           | Volksabstimmungen in der Schweiz                                                      | Liste der eidgenössischen Volksabstimmungen | [ 14 ]                                                                                 |
| Serbien                      | 4. März           | Kommunalwahl in Serbien                                                               |                                             | [ 15 ] [ 16 ] [ 17 ] [ 18 ]                                                            |
| Deutschland                  | 4. März           | Oberbürgermeisterwahl in Frankfurt (Oder)                                             |                                             |                                                                                        |
| Sierra Leone                 | 7. März           | Parlamentswahl und Präsidentschaftswahl in Sierra Leone                               | 2012                                        |                                                                                        |
| Armenien                     | 9. März           | Präsidentschaftswahl in Armenien                                                      | 2013                                        |                                                                                        |
| Deutschland                  | 11. März          | Stichwahl der Oberbürgermeisterwahl in Frankfurt am Main                              | 2012                                        |                                                                                        |
| Kolumbien                    | 11. März          | Parlamentswahl in Kolumbien                                                           | 2014                                        | [ 19 ]                                                                                 |
| Kuba                         | 11. März          | Parlamentswahl in Kuba                                                                | 2013                                        |                                                                                        |
| Grenada                      | 13. März          | Parlamentswahl in Grenada                                                             | 2013                                        |                                                                                        |
| Vereinigte Staaten           | 13. März          | Außerordentliche Wahl zum Repräsentantenhaus der Vereinigten Staaten in Pennsylvania  | 2016                                        |                                                                                        |
| Russland                     | 18. März          | Präsidentschaftswahl in Russland                                                      | 2012                                        |                                                                                        |
| Deutschland                  | 18. März          | Stichwahl der Oberbürgermeisterwahl in Frankfurt (Oder)                               |                                             | [ 20 ]                                                                                 |
| Antigua und Barbuda          | 21. März          | Parlamentswahl in Antigua und Barbuda                                                 | 2014                                        | vorgezogene Neuwahlen                                                                  |
| Niederlande                  | 21. März          | Kommunalwahl in den Niederlanden                                                      | 2014                                        |                                                                                        |
| Niederlande                  | 21. März          | Referendum über das Gesetz über die Nachrichten- und Sicherheitsdienste               |                                             |                                                                                        |
| Turkmenistan                 | 25. März          | Parlamentswahl in Turkmenistan                                                        |                                             | [ 22 ]                                                                                 |
| Ägypten                      | 26. März-28. März | Präsidentschaftswahl in Ägypten                                                       | 2014                                        |                                                                                        |
| Sierra Leone                 | 31. März          | Stichwahl zur Präsidentschaftswahl in Sierra Leone                                    | 2012                                        | [ 23 ]                                                                                 |
| Costa Rica                   | 1. April          | Stichwahl der Präsidentschaftswahl in Costa Rica                                      | 2014                                        | [ 24 ] [ 25 ] [ 26 ] [ 27 ]                                                            |
| Ungarn                       | 8. April          | Parlamentswahl in Ungarn                                                              | 2014                                        |                                                                                        |
| Aserbaidschan                | 11. April         | Präsidentschaftswahl in Aserbaidschan                                                 | 2013                                        | orf.at                                                                                 |
| Gambia                       | 12. April         | Regionalwahlen in Gambia                                                              | 2013                                        |                                                                                        |
| Deutschland                  | 15. April         | Kommunalwahlen in Thüringen                                                           | 2014                                        | Stichwahlen am 29. April                                                               |
| Montenegro                   | 15. April         | Präsidentschaftswahl in Montenegro                                                    | 2013                                        |                                                                                        |
| Bhutan                       | 20. April         | Wahl zum Nationalrat in Bhutan                                                        | 2013                                        | [ 29 ]                                                                                 |
| Deutschland                  | 22. April         | Landratswahl in Brandenburg                                                           |                                             | [ 30 ] [ 31 ] [ 32 ]                                                                   |
| Italien                      | 22. April         | Regionalwahl in Molise                                                                | 2013                                        |                                                                                        |
| Österreich                   | 22. April         | Landtagswahl in Salzburg                                                              | 2013                                        |                                                                                        |
| Österreich                   | 22. April         | Gemeinderats- und Bürgermeisterwahl in Innsbruck                                      | 2012                                        |                                                                                        |
| Paraguay                     | 22. April         | Parlaments- und Präsidentschaftswahl in Paraguay                                      | 2013                                        |                                                                                        |
| Kambodscha                   | 23. April         | Senatswahl in Kambodscha                                                              |                                             | [ 33 ]                                                                                 |
| Grönland                     | 24. April         | Parlamentswahl in Grönland                                                            | 2014                                        |                                                                                        |
| Gabun                        | 28. April         | Parlamentswahl in Gabun                                                               | 2011                                        |                                                                                        |
| Deutschland                  | 29. April         | Stichwahl der Kommunalwahlen in Thüringen                                             | [ 34 ]                                      |                                                                                        |
| Italien                      | 29. April         | Regionalwahl in Friaul-Julisch Venetien                                               | 2013                                        |                                                                                        |
| Vereinigtes Königreich       | 3. Mai            | Kommunalwahl im Vereinigten Königreich                                                |                                             | [ 35 ] [ 36 ] [ 37 ] [ 38 ] [ 39 ]                                                     |
| Deutschland                  | 6. Mai            | Stichwahl der Landratswahl in Brandenburg                                             |                                             | [ 40 ] [ 41 ] [ 42 ] [ 43 ]                                                            |
| Deutschland                  | 6. Mai            | zweiter Wahlgang der Oberbürgermeisterwahl in Freiburg                                |                                             | [ 44 ]                                                                                 |
| Deutschland                  | 6. Mai            | Kommunalwahlen in Schleswig-Holstein                                                  | 2013                                        | [ 45 ] [ 46 ] [ 47 ]                                                                   |
| Österreich                   | 6. Mai            | Stichwahl der Bürgermeisterwahl in Innsbruck                                          | 2012                                        |                                                                                        |
| Französisch-Polynesien       | 6. Mai            | Parlamentswahl in Französisch-Polynesien                                              |                                             | [ 48 ]                                                                                 |
| Libanon                      | 6. Mai            | Parlamentswahl im Libanon                                                             | 2009                                        | [ 49 ]                                                                                 |
| Malaysia                     | 9. Mai            | Parlamentswahl in Malaysia                                                            | 2013                                        | [ 50 ] [ 51 ] [ 52 ]                                                                   |
| Gambia                       | 12. Mai           | Regionalwahlen in Gambia                                                              | 2013                                        |                                                                                        |
| Irak                         | 12. Mai           | Parlamentswahl im Irak                                                                | 2014                                        |                                                                                        |
| Osttimor                     | 12. Mai           | Parlamentswahl in Osttimor                                                            | 2017                                        |                                                                                        |
| Philippinen                  | 14. Mai           | Kommunalwahlen auf den Philippinen                                                    |                                             | [ 53 ] [ 54 ] [ 55 ]                                                                   |
| Jersey                       | 16. Mai           | Parlamentswahl auf Jersey                                                             |                                             | [ 56 ]                                                                                 |
| Burundi                      | 17. Mai           | Verfassungsreferendum in Burundi                                                      |                                             | [ 57 ] [ 58 ] [ 59 ] [ 60 ]                                                            |
| Italien                      | 20. Mai           | Regionalwahl im Aostatal                                                              | 2013                                        |                                                                                        |
| Venezuela                    | 20. Mai           | Präsidentschaftswahl in Venezuela                                                     | 2013                                        | [ 61 ] [ 62 ] [ 63 ] [ 64 ] [ 65 ] [ 66 ] [ 67 ] [ 68 ] [ 69 ]                         |
| Barbados                     | 24. Mai           | Parlamentswahl in Barbados                                                            | 2013                                        |                                                                                        |
| Irland                       | 25. Mai           | Referendum über die Abschaffung des Abtreibungsverbotes                               |                                             | [ 70 ] [ 71 ]                                                                          |
| Deutschland                  | 27. Mai           | Landratswahlen in Mecklenburg-Vorpommern                                              |                                             | [ 72 ] [ 73 ]                                                                          |
| Kolumbien                    | 27. Mai           | Präsidentschaftswahl in Kolumbien                                                     | 2014                                        |                                                                                        |
| Slowenien                    | 3. Juni           | Parlamentswahl in Slowenien                                                           | 2014                                        | [ 74 ]                                                                                 |
| Italien                      | 10. Juni          | Kommunalwahlen in Italien                                                             | 2017                                        |                                                                                        |
| Schweiz                      | 10. Juni          | Volksabstimmungen in der Schweiz                                                      | Liste der eidgenössischen Volksabstimmungen | [ 76 ]                                                                                 |
| Kolumbien                    | 17. Juni          | Stichwahl der Präsidentschaftswahl in Kolumbien                                       | 2014                                        |                                                                                        |
| Türkei                       | 24. Juni          | Parlamentswahl in der Türkei                                                          | 2015                                        | [ 77 ]                                                                                 |
| Türkei                       | 24. Juni          | Präsidentschaftswahl in der Türkei                                                    | 2014                                        | [ 78 ]                                                                                 |
| Mexiko                       | 1. Juli           | Präsidentschafts- und Parlamentswahl in Mexiko                                        | 2012 (Präs); 2015 (Parl.)                   | [ 79 ]                                                                                 |
| Pakistan                     | 25. Juli          | Parlamentswahl in Pakistan                                                            | 2013                                        | [ 80 ] [ 81 ] [ 82 ]                                                                   |
| Kambodscha                   | 29. Juli          | Parlamentswahl in Kambodscha                                                          | 2013                                        |                                                                                        |
| Mali                         | 29. Juli          | Präsidentschaftswahl in Mali                                                          | 2013                                        | [ 83 ] [ 84 ] [ 85 ] [ 86 ] [ 87 ]                                                     |
| Simbabwe                     | 30. Juli          | Parlamentswahl und Präsidentschaftswahl in Simbabwe                                   |                                             | [ 88 ]                                                                                 |
| Mali                         | 12. Aug.          | Stichwahl der Präsidentschaftswahl in Mali                                            | 2013                                        | [ 89 ] [ 90 ] [ 91 ] [ 92 ] [ 93 ]                                                     |
| Eswatini                     | 18. Aug.          | Wahlen in Eswatini                                                                    | 2013                                        |                                                                                        |
| Mauretanien                  | 1. Sep.           | Parlamentswahl in Mauretanien                                                         |                                             | [ 94 ] [ 95 ]                                                                          |
| Russland                     | 9. Sep.           | Regionalwahlen in Russland                                                            |                                             | [ 96 ] [ 97 ] [ 98 ]                                                                   |
| Russland                     | 9. Sep.           | Bürgermeisterwahl in Moskau                                                           |                                             | [ 99 ]                                                                                 |
| Schweden                     | 9. Sep.           | Wahl zum Schwedischen Reichstag                                                       | 2014                                        |                                                                                        |
| Bhutan                       | 15. Sep.          | Erster Wahlgang der Wahlen zur Nationalversammlung in Bhutan                          | 2013                                        |                                                                                        |
| Syrien                       | 16. Sep.          | Kommunalwahlen in Syrien                                                              |                                             | [ 100 ]                                                                                |
| Eswatini                     | 21. Sep.          | Zweiter Wahlgang der Wahlen in Eswatini                                               | 2013                                        |                                                                                        |
| Nigeria                      | 22. Sep.          | Parlamentswahl in Nigeria                                                             |                                             | [ 101 ]                                                                                |
| Deutschland                  | 23. Sep.          | Stichwahl der Oberbürgermeisterwahl in Meißen                                         |                                             | [ 102 ] [ 103 ] [ 104 ]                                                                |
| Deutschland                  | 23. Sep.          | Oberbürgermeisterwahl in Potsdam                                                      | 2010                                        |                                                                                        |
| Malediven                    | 23. Sep.          | Präsidentschaftswahl auf den Malediven                                                |                                             |                                                                                        |
| Schweiz                      | 23. Sep.          | Volksabstimmungen in der Schweiz                                                      | Liste der eidgenössischen Volksabstimmungen | [ 106 ]                                                                                |
| Mazedonien                   | 30. Sep.          | Referendum in Mazedonien                                                              |                                             |                                                                                        |
| Lettland                     | 6. Okt.           | Parlamentswahl in Lettland                                                            | 2014                                        |                                                                                        |
| Rumänien                     | 6.–7. Okt.        | Verfassungsreferendum in Rumänien                                                     |                                             |                                                                                        |
| Bosnien und Herzegowina      | 7. Okt.           | Parlamentswahl in Bosnien und Herzegowina                                             | 2014                                        |                                                                                        |
| Brasilien                    | 7. Okt.           | Parlamentswahl, Präsidentschaftswahl und Gouverneurswahl in Brasilien                 | 2014                                        | [ 107 ] [ 108 ]                                                                        |
| Peru                         | 7. Okt.           | Regionalwahlen und Kommunalwahlen in Peru                                             |                                             | [ 109 ]                                                                                |
| Kamerun                      | 7. Okt.           | Präsidentschaftswahl in Kamerun                                                       | 2011                                        | [ 110 ]                                                                                |
| São Tomé und Príncipe        | 7. Okt.           | Parlamentswahl auf São Tomé und Príncipe                                              |                                             |                                                                                        |
| Österreich                   | 1.–8. Okt.        | drei Volksbegehren in Österreich                                                      |                                             |                                                                                        |
| Belgien                      | 14. Okt.          | Kommunalwahlen in Belgien                                                             |                                             | [ 111 ] [ 112 ] [ 113 ] [ 114 ]                                                        |
| Deutschland                  | 14. Okt.          | Landtagswahl in Bayern                                                                | 2013                                        | [ 115 ]                                                                                |
| Luxemburg                    | 14. Okt.          | Kammerwahl in Luxemburg                                                               | 2013                                        |                                                                                        |
| Bhutan                       | 18. Okt.          | Zweiter Wahlgang der Wahlen zur Nationalversammlung                                   | 2013                                        |                                                                                        |
| Afghanistan                  | 20./27. Okt.      | Parlamentswahl in Afghanistan                                                         | 2010                                        | [ 117 ]                                                                                |
| Italien                      | 21. Okt.          | Landtagswahl in Südtirol                                                              | 2013                                        |                                                                                        |
| Italien                      | 21. Okt.          | Landtagswahl im Trentino                                                              | 2013                                        |                                                                                        |
| Polen                        | 21. Okt.          | Selbstverwaltungswahlen in Polen                                                      | 2014                                        |                                                                                        |
| Irland                       | 26. Okt.          | Präsidentschaftswahl in Irland                                                        | 2011                                        |                                                                                        |
| Irland                       | 28. Okt.          | Referendum zum 37. Verfassungszusatz                                                  |                                             |                                                                                        |
| Brasilien                    | 28. Okt.          | Zweite Runde der Parlamentswahl und der Präsidentschaftswahl in Brasilien             | 2014                                        |                                                                                        |
| Deutschland                  | 28. Okt.          | Landtagswahl in Hessen                                                                | 2013                                        | [ 118 ] [ 119 ]                                                                        |
| Deutschland                  | 28. Okt.          | Volksabstimmungen in Hessen                                                           | 2011                                        |                                                                                        |
| Georgien                     | 28. Okt.          | Präsidentschaftswahl in Georgien                                                      | 2013                                        |                                                                                        |
| Israel                       | 30. Okt.          | Kommunalwahlen in Israel                                                              |                                             | [ 120 ] [ 121 ] [ 122 ] [ 123 ] [ 124 ] [ 125 ]                                        |
| Neukaledonien                | 4. Nov.           | Unabhängigkeitsreferendum in Neukaledonien                                            |                                             | [ 126 ]                                                                                |
| Polen                        | 4. Nov.           | Stichwahl der Selbstverwaltungswahlen in Polen                                        | 2014                                        |                                                                                        |
| Vereinigte Staaten           | 6. Nov.           | Wahlen in den Vereinigten Staaten                                                     |                                             |                                                                                        |
| Madagaskar                   | 7. Nov.           | Präsidentschaftswahl in Madagaskar                                                    | 2013                                        | Stichwahl am 19. Dezember                                                              |
| Slowakei                     | 10. Nov.          | Kommunalwahlen in der Slowakei                                                        |                                             | [ 127 ] [ 128 ] [ 129 ]                                                                |
| Ukraine                      | 11. Nov.          | Wahl in der Ostukraine                                                                |                                             | [ 130 ] [ 131 ] [ 132 ] [ 133 ]                                                        |
| Israel                       | 13. Nov.          | Stichwahl der Bürgermeisterwahl in Jerusalem                                          | [ 134 ] [ 135 ] [ 136 ]                     |                                                                                        |
| Fidschi                      | 14. Nov.          | Parlamentswahl in Fidschi                                                             | 2014                                        | [ 137 ]                                                                                |
| Bahrain                      | 24. Nov.          | Parlamentswahl in Bahrain                                                             |                                             | [ 138 ] [ 139 ] [ 140 ] [ 141 ]                                                        |
| Taiwan                       | 24. Nov.          | Kommunalwahlen und Referendum                                                         |                                             | [ 142 ] [ 143 ]                                                                        |
| Schweiz                      | 25. Nov.          | Volksabstimmungen in der Schweiz                                                      | Liste der eidgenössischen Volksabstimmungen | [ 145 ] [ 146 ]                                                                        |
| Vereinigte Staaten           | 27. Nov.          | Stichwahl der Außerordentlichen Senatswahl in Mississippi                             | 2014                                        | [ 147 ] [ 148 ]                                                                        |
| Georgien                     | 28. Nov.          | Stichwahl der Präsidentschaftswahl in Georgien                                        | 2013                                        | [ 149 ]                                                                                |
| Spanien                      | 2. Dez.           | Parlamentswahl in Andalusien                                                          | 2015                                        |                                                                                        |
| Schweiz                      | 5. Dez.           | Bundesratswahl                                                                        | 2017                                        |                                                                                        |
| Armenien                     | 9. Dez.           | Parlamentswahl in Armenien                                                            |                                             | [ 150 ] [ 151 ]                                                                        |
| Peru                         | 9. Dez.           | Verfassungsreferendum in Peru                                                         |                                             |                                                                                        |
| Libyen                       | 10. Dez.          | Parlamentswahl und Präsidentschaftswahl in Libyen                                     | 2014                                        | [ 152 ]                                                                                |
| Madagaskar                   | 19. Dez.          | Stichwahl der Präsidentschaftswahl in Madagaskar                                      | 2013                                        |                                                                                        |
| Togo                         | 20. Dez.          | Parlamentswahl in Togo                                                                |                                             |                                                                                        |
| Bangladesch                  | 30. Dez.          | Parlamentswahl in Bangladesch                                                         | 2014                                        | [ 153 ] [ 154 ] [ 155 ] [ 156 ] [ 157 ]                                                |
| Demokratische Republik Kongo | 30. Dez.          | Präsidentschaft-, Parlaments- und Regionalwahlen in der Demokratischen Republik Kongo |                                             | [ 158 ] [ 159 ]                                                                        |
| Sierra Leone                 |                   | Distriktvorsitzende- und Bürgermeisterwahlen in Sierra Leone                          |                                             |                                                                                        |

### Wahlen zu mehreren Terminen
| Staat       | Staat   | Wahl/Abstimmung                     | Kategorie                    |
| ----------- | ------- | ----------------------------------- | ---------------------------- |
| Deutschland | Sachsen | Bürgermeisterwahlen in Sachsen 2018 | Bürgermeisterwahl in Sachsen |